# Слободской сельский совет (Харьковская область)
Слободской сельский совет — входит в состав 
Первомайского района Харьковской области
Украины.
Административный центр сельского совета находится в посёлке Слободское.

## История
- 1992 — дата образования.

## Населённые пункты совета
- посёлок Слободское